# Frieder Simon

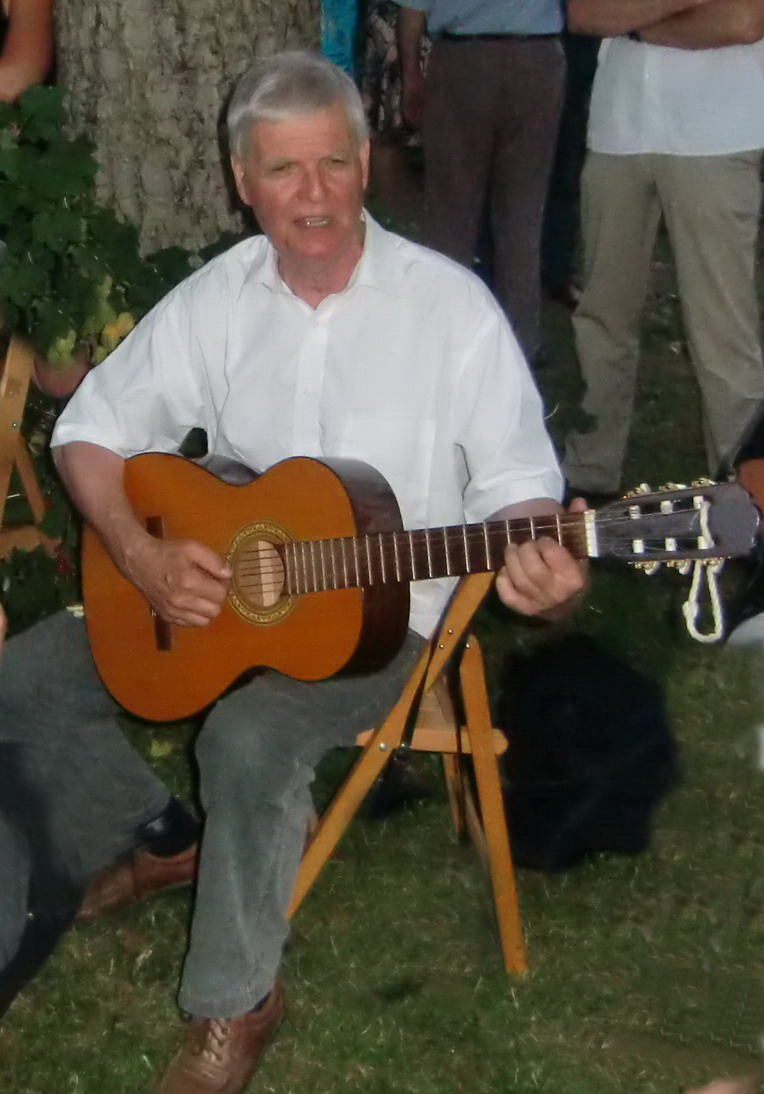
Frieder Simon privat (2010)

Frieder Simon (* 16. Juli 1936 in Leipzig; † 20. Juni 2020 in  Halle (Saale)) war ein deutscher Puppenspieler, Puppengestalter und Regisseur. Er galt als einer der wichtigsten Wegbereiter des künstlerischen Figurentheaters.

## Leben und Wirken
Frieder Simon wurde das Puppenspiel in die Wiege gelegt: auch sein Vater Gerhard Simon war Puppenspieler. Von Kind an spielte er mit seinem Vater, später übernahm er mit neuen selbst gestalteten Puppen die Führung. Schließlich stellte er die Bühne auf Alleinbetrieb um.
Nach dem Schulabschluss erlernte er zunächst das Tischlerhandwerk. Zum Abitur an der Arbeiter-und-Bauern-Fakultät Leipzig wurde er aus ideologischen Gründen nicht zugelassen. Er erlangte die Hochschulreife auf dem 2. Bildungsweg an der Abendoberschule und studierte an der Hochschule für industrielle Formgestaltung Halle, Burg Giebichenstein von 1958 bis 1963 Industriedesign. Nach kurzer Tätigkeit als Designer machte er das Puppenspiel zu seinem Hauptberuf: Das Original Kunstfiguren- & Caspertheater LariFari entstand. Seine Stärke lag im anspruchsvollen Puppenspiel für Erwachsene. Franz Graf von Pocci war dabei sein großes Vorbild.
Die gesamte Ausstattung, insbesondere die Figuren, wurden mit eigenem Kopf und eigenen Händen, in eigener Werkstatt hergestellt. Er arbeitete allein hinter der Bühne, weitgehend ohne Verstärkertechnik und erzeugte seine Geräusche und Musik ohne Elektronik.
Frieder Simon war  mit der Textilgestalterin Barbara Simon, die an Fertigung und Gestaltung seiner Figuren beteiligt war, verheiratet. Sie lebten in Halle (Saale). Aus der Ehe gingen zwei Kinder hervor.

## Repertoire
- Faust
- Don Juan
- Der Freischütz
- Genoveva
- Aucassin und Nicolette
- Medea
- Das tapfere Schneiderlein
- Der Froschkönig
- Rumpelstilzchen
- Des Kaisers neue Kleider
- Der gestiefelte Kater

## Schriften
- Gevatter Tod oder Kasper als Doktor – Arztschnulze ohne Fortsetzung. Spielanleitung für Kaspertheater nach dem Märchen der Brüder Grimme in vier Bildern. Puppen & Masken, Frankfurt am Main, 2013, ISBN 978-3-935011-82-2.